# Банк Сольєра

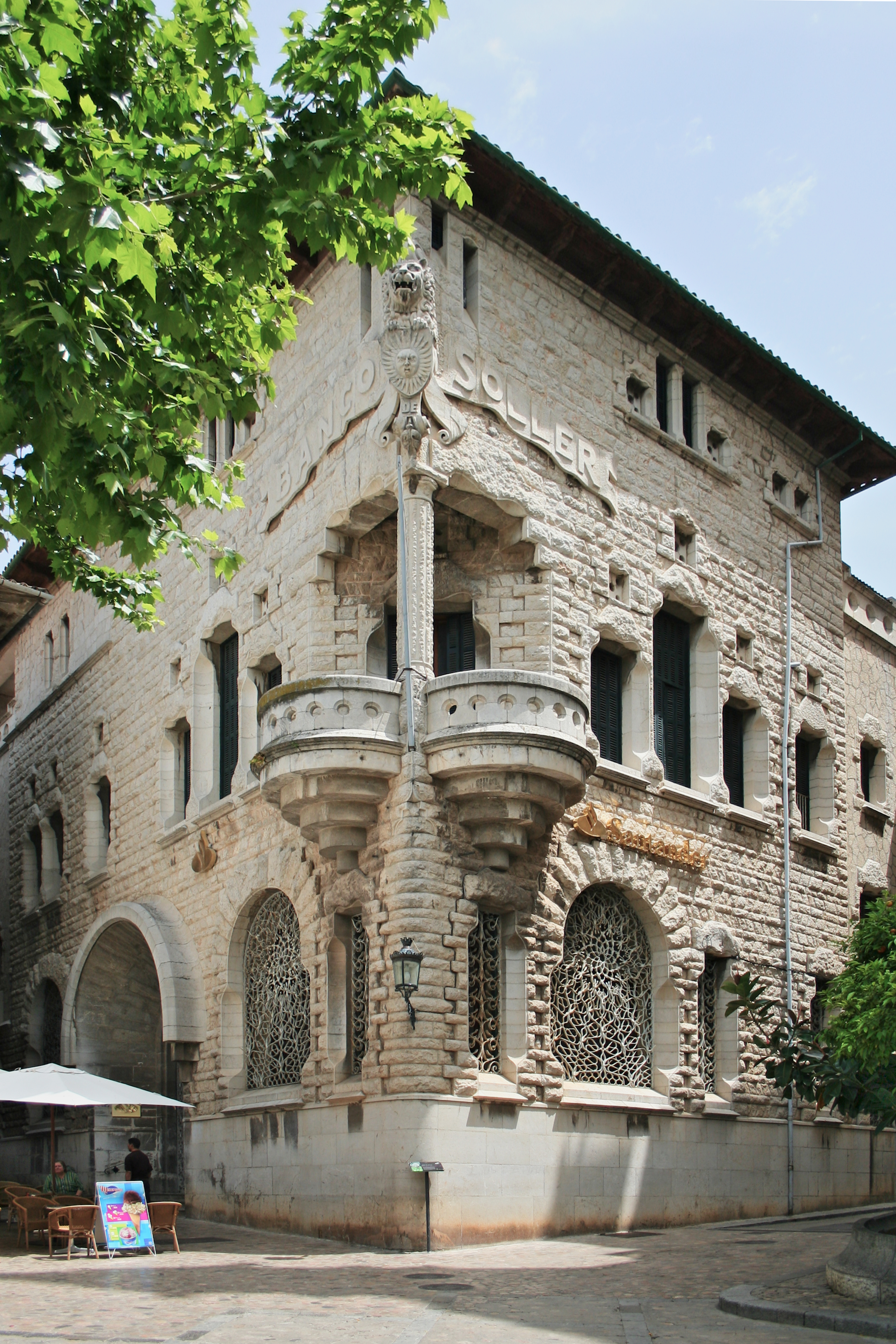
Банк Сольєра (1912)

Банк Сольєра (кат. Banco de Sóller, ісп. Banco de Sóller) — історичний банк у місті Сольєр на о. Майорка (Балеарські острови) в Іспанії. Розташовується на площі Конституції, 21 поруч з церквою св. Варфоломія (XVI ст.).
Будівля банку збудована у 1909–1912 роках у стилі каталонського модерну за проектом архітектора Жуана Рубіо (1870—1952), послідовника Антоні Гауді. Споруда вирізняється своєю конструкцією даху, головним фасадом з арками і незвичними кованими решітками на вікнах.
Банк був заснований у 1889 році як Banco de Crédito Balear на кошти емігрантів, які повернулись у Сольєр з Франції та США. У грудні 1943 року його поглинув Banco Hispano Americano. Нині у будівлі розміщується Banco Santander.